# Облога Єрусалима (1244)
Облога Єрусалима в 1244 році — завоювання і наступне пограбування та руйнування міста Єрусалим хорезмійська армією в липні 1244 року, що відбулось з дозволу єгипетського султана Ас-Саліха після закінчення строку дії Яффської угоди, в результаті якої Єрусалим було передано християнам під час Шостого хрестового походу.

## Передумови
В 1229 році імператор Священної Римської імперії Фрідріх II під час Шостого хрестового походу уклав з айюбідським султаном Єгипту Аль-Камілем Яффську угоду — договір, згідно якого місто Єрусалим, Назарет, Віфлеєм та деякі інші територій в Палестині мирним шляхом передавались заснованому європейськими хрестоносцями Єрусалимському королівству. При цьому Храмова гора (Харам аш-Шаріф) в Єрусалимі мала залишатися в руках мусульман з мусульманським гарнізоном і каді (суддею), але як християни, так і мусульманські паломники мали мати доступ до цього місця та право молитися там. Всі інші мусульмани Єрусалима повинні були залишити його. Хоча християнські звіти стверджують, що Фрідріх мав право відновити укріплення Єрусалима, мусульманські джерела це заперечують.
Договір між Аль-Камілєм і Фрідріхом II передбачав перемир'я на десять років, п'ять місяців і сорок днів з 24 лютого (28 рабі-аль-авваль) 1229 року. Цей строк перебував в межах максимальних десяти років і десяти місяців, що дозволялись ісламським правом для перемир'я з невірними і, таким чином, в 1239 році строк його дії скінчився. Після передачі Єрусалима християнам, стіни міста так і не були відновлені і в місті залишалось лише декілька оборонних споруд, не знесених раніше, зокрема цитадель і Башта Давида. Незважаючи на подальші територіальні здобутки під час Хрестового походу баронів, християни не контролювали околиці міста в достатній мірі, щоб забезпечити ефективну оборону.
Хорезмійська армія складалася з 10 000 кіннотників, які включали як частину залишків переважно кипчацької армії останнього хорезмшаха Джалал ад-Діна Мангбурні, імперія якого була знищена монголами в 1231 році, так і курдських каймаріїв. Вони діяли за дрмовленністю з аюбідським султаном Єгипту.

## Битва
Оскільки строк дії Яффської угоди, укладеної його батьком Аль-Камілем з Фрідріхом II закінчився, ніщо не заважало султану Єгипту Ас-Саліху напасти на Єрусалим. Він потребував союзників для боротьби зі своїми родичами — аюбідськими правителями Дамаску, і такими союзниками могли стати хорезмійці, залишки армії яких після знищення їх держави монголами в 1231 році виступали як військові найманці. У 1244 році Єль-Каміль запросив хорезмійців до Єгипту і дозволив їм дорогою напасти на Єрусалим і пограбувати його. Таким чином він вирішував відразу два питання — повертав священне для мусульман місто з рук християн і розплачувався з потенційними союзниками за їх майбутні послуги. На запрошення Ас-Саліха, хорезмійці пройшли через Сирію та Палестину і в липні 1244 року підійшли під Єрусалим.
Облога відбулася 15 липня і незахищене місто швидко впало. Під час облоги та подальшого пограбування міста, хорезмійці повністю зруйнували Єрусалим, залишивши його в руїнах, так що місто стало практично непридатним для життя як для християн, так і для мусульман. Особливо сильно хорезмійці пограбували вірменський квартал, де знищили християнське населення та вигнали євреїв. Крім того, вони розграбували гробниці єрусалимських королів у церкві Гробу Господнього та викинули їхні кістки, після чого гробниці Годфріда Буйонського та Балдуїна I фактично перетворились на кенотафи. 23 серпня, останній прихисток захисників міста Вежа Давида здалася хорезмійським військам і близько 6000 християнських чоловіків, жінок і дітей, що ще залишились вживих були вигнані з Єрусалиму. Після цього хрестоносці остаточно втратили Єрусалим і вже ніколи його не повернули.

## Наслідки
Пограбування міста та різанина, що супроводжувалася цим, спонукали хрестоносців зібрати сили, щоб об'єднатись з військами Айюбідів з Дамаска і Керака для спільної боротьби проти Аюбідів з Єгипту і хорезмійцями у битві при Форбії. Крім того, події спонукали короля Франції Людовика IX організувати Сьомий хрестовий похід.